# Christian Abt
Christian Abt, né le 8 mai 1967 à Kempten est un pilote automobile allemand. En compagnie de Slobodan Cvetković, un homme d'affaires d'origine serbe, il est le propriétaire et fondateur de l'écurie Prosperia C. Abt Racing.

## Biographie
Johann Abt, le père de Christian Abt, est le fondateur de la société Abt Tuning qui devient par la suite Abt Sportsline. En 1991, les frères Hans-Jürgen et Christian Abt prennent la succession de leur père, Hans-Jürgen devient alors Directeur Général et Christian favorise sa carrière de pilote automobile.
Son neveu Daniel Abt est à son tour un pilote automobile et remporte l'ADAC Formel Masters en 2008.
En 2013, l'écurie Prosperia C. Abt Racing remporte le titre par équipe de l'ADAC GT Masters.

## Palmarès
- 1990 : Champion de ADAC Formel-Schule
- 1991 : Champion de ADAC Formule Junior
- 1992 : Champion de Formule 3 Allemande
- 1997 : 2e des 24 heures du Nürburgring
- 1999 : Champion STW
- 2003 : 2e des 24 heures du Nürburgring
- 2009 : Champion de l'ADAC GT Masters[3]

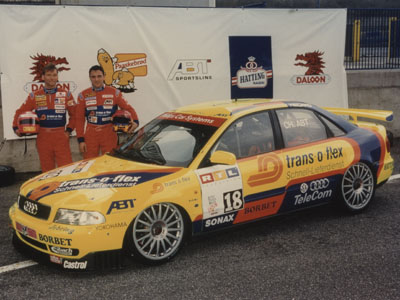
Christian Abt et Kris Nissen (STW 1997)
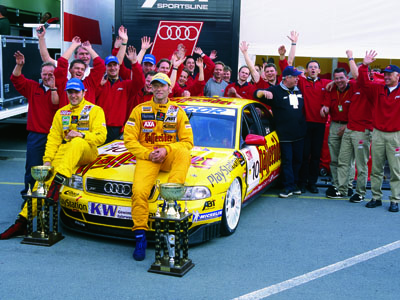
Christian Abt et Kris Nissen (STW 1999)
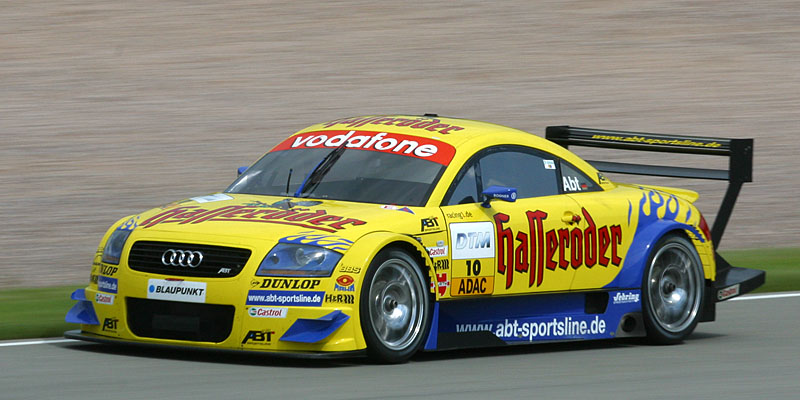
Christian Abt au volant de l'Audi TT (DTM 2002).
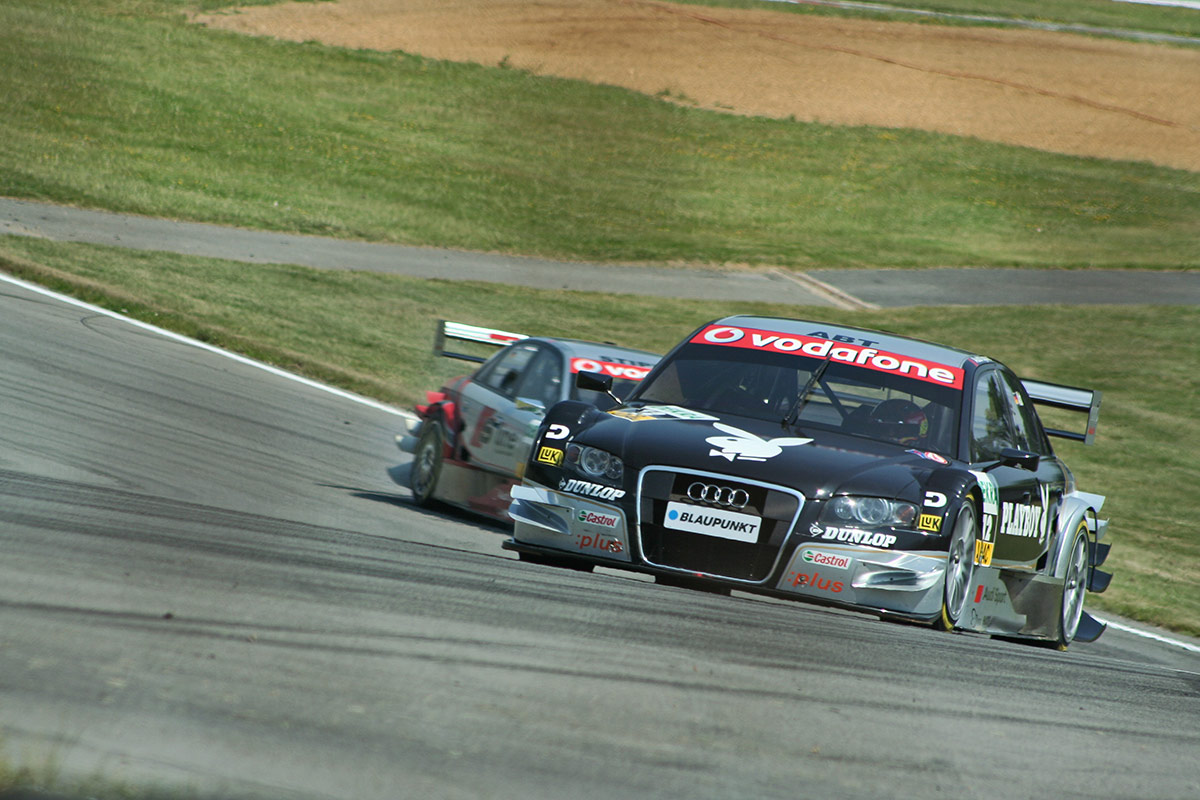
Christian Abt au volant de l'Audi A4 (DTM 2006).

## Résultats aux 24 Heures du Mans
| Année | Voiture  | Équipe                | Équipiers                           | Résultat |
| ----- | -------- | --------------------- | ----------------------------------- | -------- |
| 1999  | Audi R8C | Audi Sport UK         | Stefan Johansson / Stéphane Ortelli | Abandon  |
| 2000  | Audi R8  | Audi Sport Team Joest | Michele Alboreto / Rinaldo Capello  | 3e       |